# La7
La7 ist ein privater italienischer Fernsehsender mit Sitz in Rom, der zum sogenannten Dritten Pol nach Rai und Mediaset zählt. La7 gehörte bis Februar 2013 Telecom Italia Media, der Medientochter der Telecom Italia. Seit Anfang März 2013 ist der Sender im Besitz von Cairo Communication des Turiner Unternehmers Urbano Cairo, der auch Präsident des Fußballclubs FC Turin ist und gute Verbindungen zu Silvio Berlusconi hatte.
Das Programm konzentriert sich auf Nachrichtensendungen, politische Talkshows, selbstproduzierte Unterhaltungssendungen und auf den Sport, vor allem auf Rugby, die Superbike-Weltmeisterschaft und auf die Coppa Italia des Fußballs und des Basketballs. Fixpunkte des Programms sind die Nachrichten TG La7 mit der Hauptsendung um 20:00 Uhr. Seit dem 2. Juli 2010 ist Enrico Mentana der Nachrichtensprecher. Um 20:30 Uhr folgt eine politische Diskussionssendung, wobei sich Otto e Mezzo mit Lilli Gruber und In onda mit Luca Telese ablösen.

## Geschichte
La7 ging am 24. Juni 2001 um 20:30 Uhr das erste Mal auf Sendung. Zuvor war an diesem Sendeplatz das Programm von Telemontecarlo.
La7 startete mit einer Show von Fabio Fazio. Unter den Gästen waren Pino Daniele, Francesco de Gregori, Giuliano Ferrara, Gad Lerner, Sabina Guzzanti, Geri Halliwell, Neri Marcorè, Vincenzo Montella und Eros Ramazzotti.
Am 24. Januar 2011 rief der italienische Ministerpräsident Silvio Berlusconi live in der Talkshow „L'Infedele“ (italienisch für „Der Untreue“) an, um sich über die, seiner Meinung nach, „widerwärtige Talkshow unter einer verächtlichen, unflätigen und scheußlichen Moderation“ zu beschweren. In der Sendung ging es um eine Sexaffäre Berlusconis. Der Moderator Gad Lerner bezeichnete den Ministerpräsidenten daraufhin als „unerzogenen Prolet“ und „Rüpel“.

## Nachrichten und Infotainment
- TG La7
- Omnibus
- Otto e mezzo
- Coffee Break

## Sport
- America’s Cup
- Super Bowl XLV
- Basket

## Serien
- L'ispettore Barnaby - Inspector Barnaby
- Crossing Jordan - Crossing Jordan – Pathologin mit Profil
- Dirt
- Due poliziotti in Chicago - Due South
- Leverage
- Lois & Clark: The New Adventures of Superman
- Matlock
- Practice - Professione Avvocati - Practice – Die Anwälte
- Relic Hunter
- Sex and the City
- Stargate – Kommando SG-1
- Star Trek

## Direktoren
- Roberto Giovalli (2001–2002)
- Andrea Del Canuto (2002–2004)
- Antonio Campo Dall'Orto (2004–2007)
- Quintilio Tombolini (2007–2011)
- Paolo Ruffini (2011–2014)
- Fabrizio Salini (2015–2017)
- Andrea Salerno (seit 2017)